# Championnats d'Aruba de cyclisme sur route
Les championnats d'Aruba de cyclisme sur route sont les championnats nationaux de cyclisme sur route organisés par la Fédération d'Aruba de cyclisme.

## Podiums des championnats masculins

### Course en ligne
| Année | Champion         | Deuxième           | Troisième        |
| 2010  | George Winterdal | Jean Carlos Ras    | Victor Vrolijk   |
| 2012  | George Winterdal | Victor Vrolijk     | Jean Carlos Ras  |
| 2013  | George Winterdal | Gino Raymond Hodge | Jean Carlos Ras  |
| 2014  | George Winterdal | Gino Raymond Hodge | Michel Roos      |
| 2015  | Jean Junor       | Gino Raymond Hodge | George Winterdal |
| 2016  | Renzo Postma     | Jonathan Croes     | Jean Junor       |

### Contre-la-montre
| Année | Champion           | Deuxième         | Troisième          |
| 2010  | Gino Raymond Hodge | Franklin Gomez   | Kevin Kock         |
| 2012  | Gino Raymond Hodge | George Winterdal | Victor Vrolijk     |
| 2013  | George Winterdal   | Jean Carlos Ras  | Gino Raymond Hodge |
| 2015  | Gino Raymond Hodge | George Winterdal | Eugene Dirksz      |
| 2016  | Renzo Postma       | Jean Junor       | Jonathan Croes     |
| 2017  | Jean Carlo Ras     | Gabriel Thielman | Renzo Postma       |

### Course en ligne espoirs
| Année | Champion   | Deuxième | Troisième |
| 2015  | Jean Junor |          |           |

### Contre-la-montre espoirs
| Année | Champion      | Deuxième   | Troisième   |
| 2015  | Eugene Dirksz | Jean Junor | Darryl Wout |